# Dialectes de la regió de Voh-Koné
Els dialectes de la regió de Voh-Koné són una divisió de les llengües canac parlada a l'àrea tradicional de Hoot Ma Waap (Província del Nord de Nova Caledònia) que comprèn sis grups:
- Bwatoo (parlat a l'illot de Koniene, a Népoui, Baco, Oundjo i Gatope) 300 parlants (2009)[1]
- Haeke (a Koné i Baco)
- Haveke (a Oundjo, Gatope i Tiéta), uns 450 parlants (2009)[2]
- Hmwaveke (Tiéta, Haute Tipindje), uns 200 parlants (2009)[3]
- Vamale (Teganpaïk, Tiouandé i Oué hava), amb uns 100 parlants (2000)[4]

Aquests grup de parles també comprenen el waamang (comuna de Voh), actualment extingida i formen part de la branca malaiopolinèsia centreoriental de les llengües austronèsies.